# R. S. Thomas
Ronald Stuart Thomas (Cardiff, 29 de março de 1913 – 25 de setembro de 2000), publicado como R. S. Thomas, foi um escritor e poeta galês e um clérigo anglicano, conhecido pelo seu nacionalismo, espiritualidade e aversão à anglicização do País de Gales.
Foi um dos nomeados para o Nobel de Literatura em 1996, que foi atribuído a Seamus Heaney.